# Tarzetta spurcata
Tarzetta spurcata är en svampart som först beskrevs av Pers och fick sitt nu gällande namn av Harmaja 1974. Tarzetta spurcata ingår i släktet Tarzetta, familjen Pyronemataceae, ordningen Pezizales, klassen Pezizomycetes, divisionen Ascomycota och riket Fungi.